# Они живут по ночам
«Они живут по ночам» (англ. They Live by Night) — дебютный кинофильм режиссёра Николаса Рэя, вышедший на экраны в 1948 году. Экранизация романа Эдварда Андерсона «Воры как мы» (другая версия была поставлена в 1974 году Робертом Олтменом). Хотя лента первоначально прошла практически незамеченной, со временем она приобрела статус классического образца нуара[уточнить] и предшественника таких картин, как «Бонни и Клайд».

## Сюжет
23-летний Боуи бежит из тюрьмы, куда он угодил по ошибке, вместе с двумя опытными грабителями — Чикамо и Ти-Дабом. Скрываясь, они приезжают на бензоколонку, принадлежащую брату Чикамо; здесь преступники составляют план ограбления банка в одном из техасских городков. Тем временем Боуи знакомится с племянницей Чикамо по имени Кичи и рассказывает ей о своей судьбе; девушка проявляет интерес и участие. После успешного ограбления проходит некоторое время, пока случай — дорожная авария — не наводит полицию на след преступников и не приводит Боуи на ту же бензоколонку. Молодой человек предлагает Кичи бежать вместе и попробовать начать жизнь с чистого листа, та соглашается…

## В ролях
- Кэти О’Доннелл — Кэтрин «Кичи» Мобли
- Фарли Грейнджер — Артур «Боуи» Боуэрс
- Говард да Сильва — «Одноглазый» Чикамо Мобли
- Джей С. Флиппен — Генри «Ти-Даб» Мэнсфилд
- Хелен Крэйг[англ.] — Мэтти
- Уилл Райт[англ.] — Мобли, отец Кичи
- Чарльз Мередит — комиссар Хаббелл
- Иэн Вулф[англ.] — Хокинс
- Гарри Харви — Хагенхаймер
- Уильям Фиппс — молодой фермер
- Том Кеннеди — полицейский (в титрах не указан)